# Pedralbes (Barcelone)
Pour les articles homonymes, voir Pedralbes.
Pedralbes est l'un des quartiers du district de Les Corts de Barcelone. Sa population appartient à la classe aisée, surtout les personnes habitant dans l'avenue Pearson. Dans ce quartier, on trouve le siège du Consulat des États-Unis d'Amérique. Dans les années 1940 et 1950, le circuit de Pedralbes servait à des courses automobiles et de motos.
Le quartier doit son nom au monastère de Pedralbes fondé en 1326.
Le campus principal du Lycée Français de Barcelone se trouve à Pedralbes.